# Northfield (Illinois)
Northfield est une ville de l'Illinois, en banlieue nord de Chicago, dans le comté de Cook aux États-Unis. D'après le bureau du recensement des États-Unis, la municipalité avait une population de 5 389 habitants en 2005. 
Northfield est le siège social du groupe américain d'agro-alimentaire Kraft Foods Group.

## Personnalités liées à Northfield
- Chris O'Donnell, acteur